# Ángela Grassi

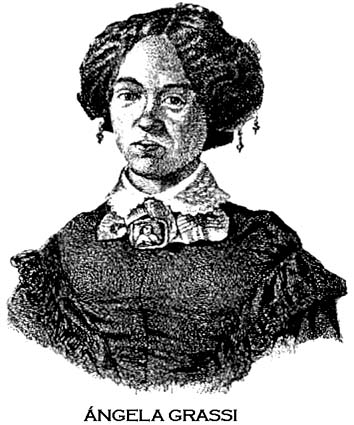
Ángela Grassi.

Ángela Grassi y Trechi, född den 2 augusti 1823 i Crema (Lombardiet), död den 17 september 1883 i Madrid, var en spansk författarinna, poet och feminist.
Hon producerade dikter, romaner och pjäser. Hon fungerade som chefredaktör för Spaniens största damtidning, El Correo de la Moda, mellan 1867 och 1883.
Ángela Grassis arbeten hade stor framgång, i synnerhet La gota de Agua, som erhöll ett hederspris. Hennes mest bekanta arbeten är för övrigt: komedierna Lealtad de un juramento, Crimen y expiación, Leon o los dos rivales, Los últimos de un reinado, dramat El principe de Bretana, de historiska romanerna El último rey de Armenia och Rafael o los efectors de una revolución samt två band dikter. 